# Wilhelm Kube
Wilhelm Kube   (Głogów, 13 de novembre de 1887 - Minsk, 22 de setembre de 1943), polític nazi, va ser gauleiter (governador) de Brandenburg i comissari general de Belarús.